# Hippodamie (épouse de Pirithoos)
Pour les articles homonymes, voir Hippodamie.

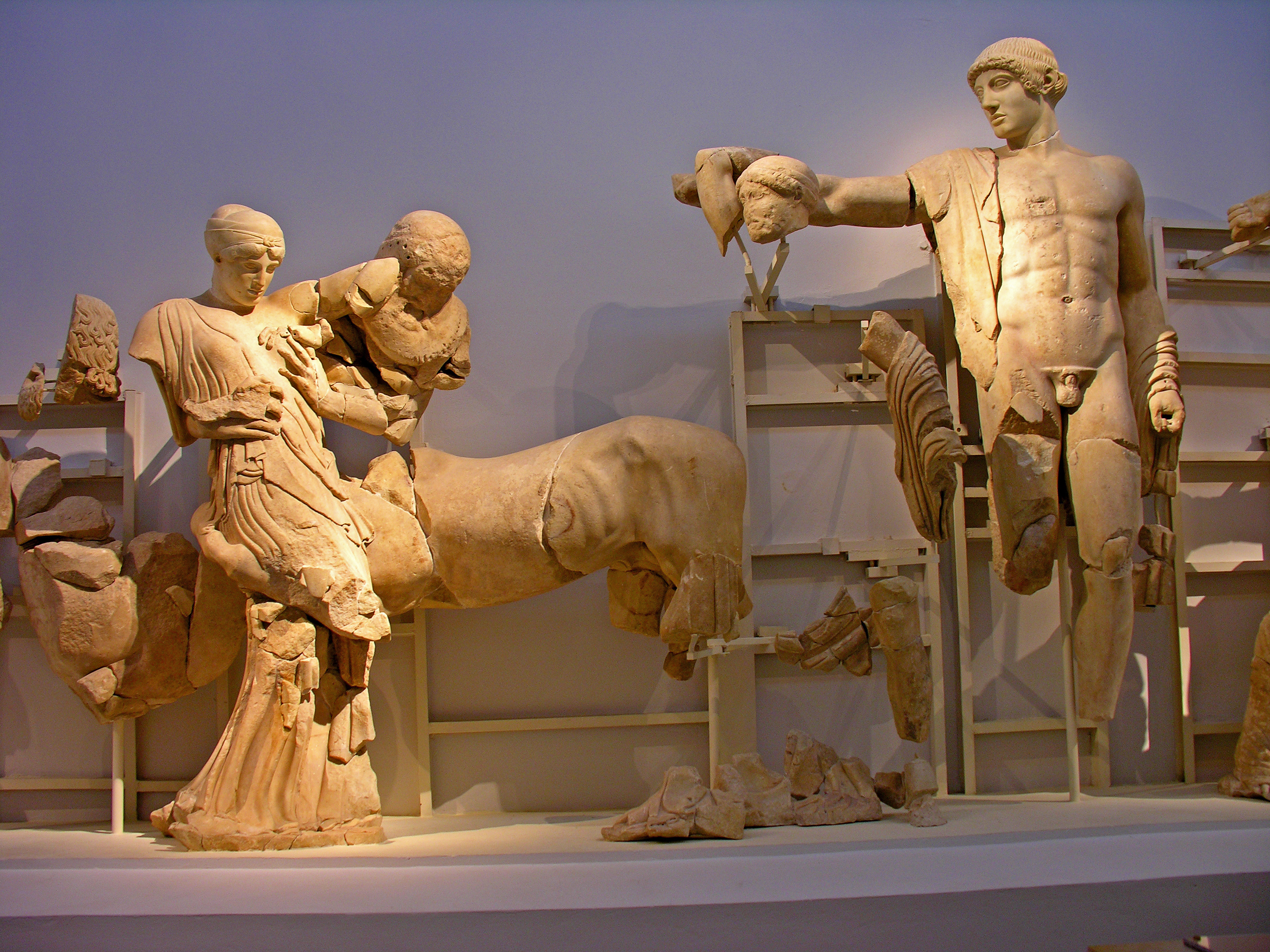
Temple de Zeus à Olympie. Fronton Ouest. Hippodamie (épouse de Pirithoos) et le centaure Eurithion, Pirithoos et Apollon

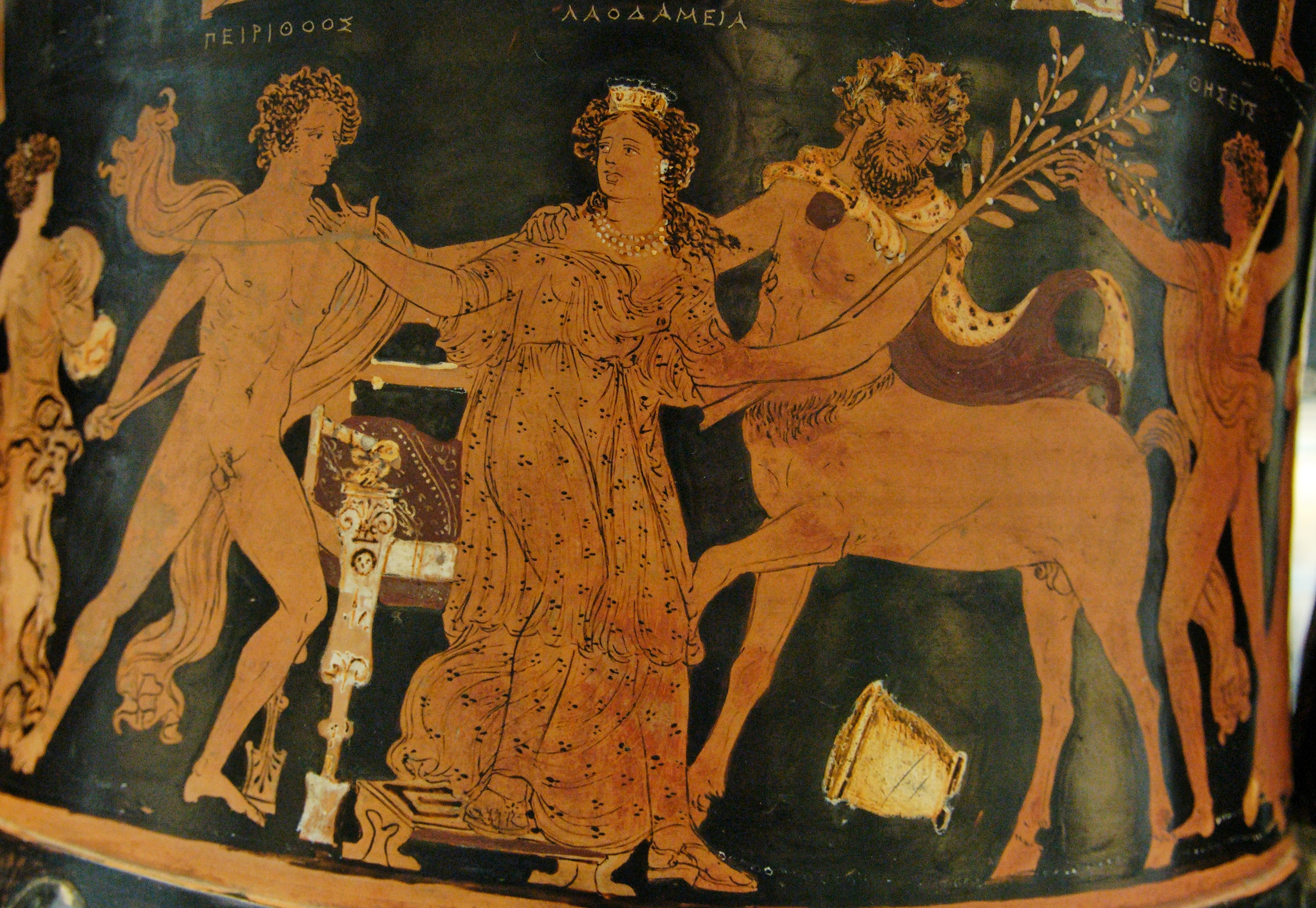
Centaure essayant d'enlever Hippodamie à Pirithoos et Thésée, cratère apulien à figures rouges, v. 350-340 av. J.-C., British Museum (F 272)

Dans la mythologie grecque, Hippodamie (en grec ancien Ἱπποδάμεια / Hippodámeia), aussi appelée Déidamie, est la fille d'Atrax ou de Boutès (un habitant de Thrace, fils de Borée). Ce nom apparaît dans l'Iliade et dans l'Odyssée.
Ainsi, à l'occasion de ses noces avec Pirithoos, roi des Lapithes, les centaures, ivres, essaient d'enlever Hippodamie. Cet incident déclenche le célèbre combat entre les deux peuples.
Précisément : Le jour de son mariage, Pirithoos invita tous les habitants de la région, y compris les centaures, à un somptueux banquet. Mais ceux-ci, qui n'avaient jamais goûté de vin, se sont enivrés et ont enlevé Hippodamie, ainsi que le reste des femmes et même quelques jeunes hommes qui étaient venus au banquet. Ce fut l'origine de la fameuse guerre entre Centaures et Lapithes, qui se solda par la défaite des premiers, grâce à l'intervention de Pirithoos et de son fidèle ami Thésée.
Hippodamie a par la suite un fils de Pirithoos, Polypœtès.
Notons que le nom d'Hippodamie est souvent remplacé par celui de Déidamie. Par exemple, dans le milieu des historiens d'art qui se réfèrent à Pausanias, pour la scène du fronton ouest du temple de Zeus à Olympie.
Par ailleurs, l'épouse de Pirithoos ne doit pas être confondue avec une autre Hippodamie, la fille d'Œnomaos. Celle-ci, pour compliquer la lecture des frontons d'Olympie, se trouve sur le fronton est, tandis que l'épouse de Pirithoos se débat dans les bras du Centaure au fronton ouest.